# El Progreso (diari de Lugo)
El Progreso és un diari en castellà i gallec d'informació general i centrada sobretot en la província de Lugo. Pertany al Grup El Progreso.
El va fundar el 1908 Purificación de Cora y Más Villafuerte i sempre ha estat en mans de la seva família. La seva presidenta actual és Blanca García Montenegro.
Avui en dia és un dels diaris de referència a Galícia. La seu editorial es troba al carrer Ribadeo de Lugo, al costat del parc de Rosalía de Castro.